# 心霊スポット
心霊スポット（しんれいスポット、心霊名所）とは、幽霊や妖怪の出現地、または超常現象が起こるなどとされる場所を指す俗称である。

## 概説
墓地、古戦場、自殺の名所（樹海、岬、橋）、山中のトンネルや峠など、霊が出るという都市伝説的な噂がある場所や、病院や学校の跡といったいわゆる廃墟と呼ばれる建物、旧道・廃道になって雰囲気がある荒れた場所、あるいは過去に忌まわしい事件・事故が起こった場所などが心霊スポットとされるようになることが多い。
幽霊屋敷、お化け屋敷などという呼称もあるが、幽霊屋敷やお化け屋敷と言う時は、原則的に指すのが建物に限定されている。一方、心霊スポットという言葉は、建物に限らず広範囲を指すことができる用語であり、不気味な現象や不可解な現象と遭遇した等の体験談、様々な逸話とともに語られている。
テレビ番組や雑誌、インターネットなどのメディアで取り上げられたり、口コミで噂が広まることが多いが、自然発生的に噂が広まって心霊スポットとされてしまっている例もある。中には話に尾ひれがついて噂が独り歩きし、結果的に心霊スポットとされてしまう例や、極端な場合、そもそも事件・事故があったかどうか定かではない場所までもがそう噂されてしまう例もある。
興味本位で敷地や建造物に不法侵入する者がいるが、騒いだり建造物や器物の損壊に及んだりして近隣住民に被害を及ぼす事例も起こっている。許可なく私有地に侵入することは住居侵入罪が成立（廃業した施設で廃墟化していても運営母体や管理会社などにより看守されていることもある）し、無人で看守されていない建物等への侵入であっても軽犯罪法により、いずれも処罰の対象となる。また、地元住民も寄り付かないような場所の場合、もし何らかの事故・事件が発生したとしても発見や救助が遅れる可能性があり、危険である。